# Canal de Baxar
El canal de Baxar és una branca del Canal Principal Occidental del sistema del riu Son a Bihar: se separa del canal principal a uns 20 km del seu inici i corre cap al nord fins que s'uneix al Ganges a Baxar. Està dissenyat per navegació. La seva amplada és de 14 metres a la base i de 23 metres a la superfície amb una profunditat de 2,5 metres. La seva longitud és de 72 km i té nombrosos canals secundaris, regant en total 140.000 hectàrees.